# Борисово (Можайский район)
Бори́сово — село в Можайском районе Московской области России, административный центр сельского поселения Борисовское. До 1757 года — город Борисов, в 1767 году переименован в слободу. Население — 947 чел. (2010).
Расположено на левом берегу реки Протвы (бассейн реки Оки) между городами Можайском и Вереёй. Ближайшие населённые пункты — деревни Заречье, Бараново, Лыткино, Пятково.
В селе находятся Воскресенская церковь 1811 года постройки и братская могила граждан села Борисово, расстрелянных немецкими оккупантами 22 ноября 1941 года, — объекты культурного наследия России, как памятники соответственно архитектуры и истории регионального значения.

## История
В 1600 году по указу Бориса Годунова на высоком левом берегу Протвы была возведена крепость, получившая название Царёв-Борисов городок. Это была небольшая квадратная (по другим данным — пятиугольная) в плане цитадель с четырьмя башнями по углам (возможно, пятибашенная), стоявшая на холме между Мжутом (с севера) и Протвой (с юга). При этом две самые мощные и высокие башни (южная и восточная) располагались вдоль берега запруженной каменной плотиной Протвы. Строительным материалом служил кирпич и белый камень. Стены протяжённостью 230 м имели непрерывную аркаду с бойницами подошвенного боя. Они не были слишком высокими (от 12.8 м до 8.6 м по описи 1664 года), с толщиной в нижней части около 1.6 м. Не исключено, что строителем Борисова Городка был знаменитый зодчий Фёдор Конь, создатель Смоленского кремля и Белого города в Москве. Согласно последним археологическим исследованиям, каменной крепости предшествовали древоземляные укрепления XIII—XIV вв.
На мысу напротив крепости стояла уникальная Борисоглебская церковь (74 метра в высоту), увенчанная восьмигранным шатром. П. А. Раппопорт высказал предположение, что строителем церкви так же являлся Фёдор Конь, но по данным более современных исследований церковь была построена в 1585—1586 гг. ещё во время существования деревянных укреплений, до строительства каменной крепости, и ни по своим архитектурным формам, ни по времени строительства не могла быть построена Фёдором Конём.
Мощные укрепления позволили в Смутное время дважды в 1609 и 1618 году выдержать осаду войск польского королевича Владислава. Но позднее Борисов Городок утратил своё оборонительное значение, и в конце XVIII века все его строения были разобраны, как и шатровый храм. Однако и по сей день, как и 400 лет назад, над Протвой возвышаются величественные валы старинной крепости. Они находятся на восточной окраине села, там теперь находятся воинские захоронения. Можайскими археологами найдены элементы белокаменной кладки.
В селе осталась Воскресенская церковь, выстроенная в 1811 году. На её постройку пошло немало кирпича от сломанных крепостных сооружений. Церковь была закрыта и переделана в сельский дом культуры, сломана колокольня, разобрана ротонда. Сейчас церковь частично вновь отдана верующим, но ещё не отреставрирована.
В 1994—2006 годах Борисово — центр Борисовского сельского округа.

## Население
| 2002 | 2006 | 2010 |
| ---- | ---- | ---- |
| 1000 | ↘934 | ↗947 |